# Irmgard Heydorn
Irmgard Heydorn (née Irmgard Hose 24 mars 1916 à Hambourg et morte le 17 mai 2017 à Francfort-sur-le-Main est une socialiste et une résistante allemande.

## Biographie
Irmgard Heydorn naît le 24 mars 1916 à Hambourg dans une famille libérale sur le plan politique, elle fait ses études secondaires dans sa ville natale. Elle a 16 ans lorsque les nazis prennent le pouvoir, et « le 30 janvier 1933 changea brusquement sa vie : « Il y eut un silence terrible », rapporte-t-elle ». Elle participe aux activités de l'Internationaler Sozialistischer Kampfbund à Hambourg de 1936 à 1945. Elle y fait la connaissance de Heinz-Joachim Heydorn (de), son futur époux. Elle participe aux activités de résistance au nazisme en distribuant des publications illégales imprimées à l'étranger.
Elle est cofondatrice en 1946 de l'Union socialiste allemande des étudiants (SDS) à Hambourg et rejoint le Parti social-démocrate allemand (SPD). De 1946 à 1954, elle travaille pour les maisons d'édition Öffentliches Leben et Europäische Verlagsanstalt. Elle entreprend des études d'économie. Elle épouse Heinz-Joachim Heydorn en 1951. Elle est exclue du SPD en 1961 parce qu'elle est membre du groupe de soutien du SDS. Elle participe à l'Ostermarsch (de) et aux manifestations de Kampf dem Atomtod (de) (lutte contre la mort atomique). De 1973 à 1990, elle a travaillé pour Amnesty International. Elle reçoit la médaille Wilhelm Leuschner le 1er décembre 2007. Elle fait régulièrement des interventions dans des écoles, des clubs et des institutions en tant que témoin de l'époque du Troisième Reich, avec Trude Simonsohn,.
Elle meurt le 17 mai 2017 à Francfort.

## Activités éditoriales
Irmgard Heydorn édite les œuvres de son époux, Heinz-Joachim Heydorn, qui ont été publiées en neuf volumes de 1994 à 1999 aux éditions Topos-Verlag à Vaduz (Liechtenstein) et de 2004 à 2006 dans une édition d'étude par Verlag Pandora's Box à Wetzlar.

## Distinctions
- 1991 : médaille Johanna Kirchner de la ville de Francfort-sur-le-Main[2].
- 2007 : médaille Wilhelm-Leuschner[2].

## Publications

### Ouvrages
- avec Joachim Stollberg, Heinz-Joachim Heydorn. 1916–1974. Leben und Werk. Texte und Materialien zur Ausstellung in der Stadt- und Universitätsbibliothek Frankfurt am Main, 11. November bis 27. Dezember 1999, [Begleitheft], Stadt- und Universitäts-Bibliothek, Frankfurt am Main, 1999.
- avec Kurt Groenewold, Klaus Körner & Sabine Groenewold, Mit Lizenz. Geschichte der Europäischen Verlagsanstalt. 1946–1996, Europäische Verlags-Anstalt, Hamburg 1996
- avec Brigitte Schmidt, Traditio lampadis. Das Versöhnende dem Zerstörenden abtrotzen. Festgabe für Gernot Koneffke, Topos-Verlag, Vaduz, Liechtenstein 1989.

### Édition scientifique
- Heinz-Joachim Heydorn, Werke, préface de Gernot Koneffke, Büchse der Pandora, Wetzlar.
- Heinz-Joachim Heydorn, Werke, Topos-Verlag, Vaduz, Liechtenstein